# Whiteshill (South Gloucestershire)
Whiteshill – osada w Anglii, w hrabstwie Gloucestershire, w dystrykcie (unitary authority) South Gloucestershire. Leży 10 km od miasta Bristol. W 2018 miejscowość liczyła 503 mieszkańców.